# Hanna Berthaut
Pour les articles homonymes, voir Berthaut.
Hanna Berthaut est une actrice française.

## Biographie
La première apparition de Hanna Berthaut au cinéma se fait dans Le Petit Poucet d'Olivier Dahan où elle incarne Rose, la fille de l'ogre. D'après les critiques, elle se distingue de la médiocrité des autres acteurs et sa très bonne prestation, aux côtés de Romane Bohringer (la mère de Poucet), donne un certain relief au film.
Sa carrière continue à la télévision dans la série télévisée PJ en 2003, ainsi que dans les téléfilms Mon fils cet inconnu en 2004 et La Femme coquelicot en 2005.
Actuellement étudiante à l'University College de Londres, elle ne devrait pas apparaître prochainement au cinéma.

## Filmographie

### Cinéma
- 2001 : Le Petit Poucet (Rose)

### Télévision

#### Téléfilms
- 2004 : Mon fils cet inconnu (Agathe)
- 2005 : La Femme coquelicot (Mathilde)

#### Séries télévisées
- 2003 : PJ